# Mess Creek Escarpment
Das Mess Creek Escarpment ist ein langes, teilweise unterbrochenes Kliff (engl. escarpment) entlang des Mess Creek im nördlichen Bereich des Regional District of Kitimat-Stikine, im Nordwesten der kanadischen Provinz British Columbia. Es bildet die östlich-zentrale Seite des Mess Creek Valley und besteht aus zwei Abschnitten, die im Abstand von etwa 5 km durch das Walkout Creek Valley voneinander getrennt sind. Der nördliche Abschnitt erstreckt sich etwa 8 km südostwärts entlang der Südwestseite des Big Raven Plateau, wogegen der südliche Abschnitt sich generell südwärts entlang des nordwestlichen, westlichen und südwestlichen Randes des Kitsu Plateau über etwa 10 km erstreckt. Mit einer Höhe von mehr als 1.700 m ragt das Mess Creek Escarpment mehr als 910 m über dem Grund des Mess Creek Valley auf. Die Geländestufe liegt innerhalb der Grenzen des Mount Edziza Provincial Park.
Das Mess Creek Escarpment bildet die westlich-zentrale Seite des Mount Edziza Volcanic Complex und besteht aus mindestens sechs geologischen Formationen, von denen jede einzelne ein Produkt einer eigenständigen Periode vulkanischer Aktivität in den vergangenen 7,5 Millionen Jahren darstellt. Mit Ausnahme der Armadillo-Formation und der Spectrum-Formation, welche aus Basalt, Trachyt und Comendit bestehen, sind die entlang des Kliffs exponierten vulkanischen Gesteine der Raspberry-Formation, der Nido-Formation, der Ice-Peak-Formation und der Big-Raven-Formation in ihrer Zusammensetzung hauptsächlich basaltisch. Diesen geologischen Formationen unterlagert sind viel ältere paläozoisch-mesozoische Gesteine des Stikine-Terrans sowie kreidezeitlich–paläozäne Gesteine der Sustut-Gruppe.

## Name und Etymologie
Der Name der Geländestufe wurde am 2. Januar 1980 durch die Geological Survey of Canada offiziell auf der Karte 104G des National Topographic System vermerkt, nachdem er vom Büro der BC Geographical Names übermittelt wurde. Er wurde für geologische Berichte  des Vulkanologen Jack Souther von der Geological Survey of Canada benötigt, der das Gebiet zwischen 1970 und 1992 genau untersuchte. Das Kliff wurde wegen seiner Beziehung zum Mess Creek nach diesem benannt, einem Nebenfluss des Stikine River, welcher in die Sumner Strait in Südost-Alaska mündet. Es ist eine von zwei offiziell benannten Geländestufen in British Columbia; die andere ist das Etsho Escarpment nordöstlich von Fort Nelson im Peace River Land District.

## Geographie
Das Mess Creek Escarpment liegt im Tahltan Highland östlich der Boundary Ranges der Coast Mountains und westlich der Skeena Mountains und des Klastline Plateau im Cassiar Land District. Es bildet die östlich-zentrale Seite des Mess Creek Valley und die westlich-zentrale Seite des Mount Edziza Volcanic Complex. Es besteht aus zwei durch das Walkout Creek Valley über 5 km getrennten Abschnitten.:32 Der nördliche Abschnitt erstreckt sich südostwärts entlang der Südwest-Seite des Big Raven Plateau und erreicht eine Höhe von 1700 m. Mindestens vier unbenannte Fließgewässer strömen über diesen Abschnitt hinunter in den Mess Creek, welcher auf weniger als 760 m Höhe liegt.
Der südliche Abschnitt erreicht eine Höhe von mehr als 1700 m und erstreckt sich generell südwärts entlang des nordwestlichen, westlichen und südwestlichen Randes des Kitsu Plateau über etwa 10 km. Das Mess Creek Escarpment hat deshalb eine Gesamtlänge von etwa 23 km und ragt mehr als 910 m über den Grund des Mess Creek Valley. Mindestens fünf Fließgewässer strömen über den südlichen Abschnitt in das Mess Creek Valley hinunter, darunter der Kitsu Creek, welcher am Kitsu Peak in der Spectrum Range entspringt. Der Mess Lake, eine Aufweitung des Mess Creek, liegt unterhalb des südlichen Abschnittes des Mess Creek Escarpment.
Das Mess Creek Escarpment liegt im Westen des Mount Edziza Provincial Park, eines Schutzgebiets, das 1972 als „Schaufenster“ der vulkanischen Landschaft gegründet wurde. Dieses entlegene Wildnisgebiet im Nordwesten von British Columbia ist nicht mit motorisierten Fahrzeugen zugänglich, um den Schutz der sensiblen Umwelt zu unterstützen. Ein Zugang ist deshalb hauptsächlich über die Luft und über nicht unterhaltene Wanderwege, welche die Wasserläufe queren, möglich. Der Mount Edziza Provincial Park bedeckt eine Fläche von 266.180 ha und ist damit einer der größten Provincial Parks in British Columbia. Im Mount Edziza Provincial Park kann man jagen, campen, angeln, wandern, wilde Tiere beobachten, die Natur studieren und einiges mehr.

## Geologie

### Stratigraphie
Das Mess Creek Escarpment wird in mindestens sechs geologische Formationen unterteilt, deren jede einzelne ein Produkt einer eigenständigen Periode vulkanischer Aktivität darstellt.:267 Diese Perioden vulkanischer Aktivität ereigneten sich während vier magmatischer Zyklen des Mount Edziza Volcanic Complex; jeder Zyklus begann mit der Effusion von Alkalibasalt und gipfelte in der Eruption kleinerer Volumina felsischen Magmas.:1,267,276 Die beiden ältesten geologischen Formationen, aus denen das Mess Creek Escarpment besteht, sind die Raspberry-Formation und die Armadillo-Formation, welche durch Eruptionen im ersten magmatischen Zyklus vor 7,5 bis 6 Millionen Jahree abgelagert wurden. Diese Formationen werden von der Nido-Formation und der Spectrum-Formation überlagert, welche vor 6 bis 3 Millionen Jahren im zweiten magmatischen Zyklus abgelagert wurden. Der Vulkanismus im dritten magmatischen Zyklus vor etwa einer Million Jahre schuf die Ice-Peak-Formation, welche die Nido-Formation überlagert. Die fünftälteste geologische Formation des Mess Creek Escarpment ist die Big-Raven-Formation, welche im fünften magmatischen Zyklus in den letzten 20.000 Jahren abgelagert wurde.:267

#### Raspberry-Formation

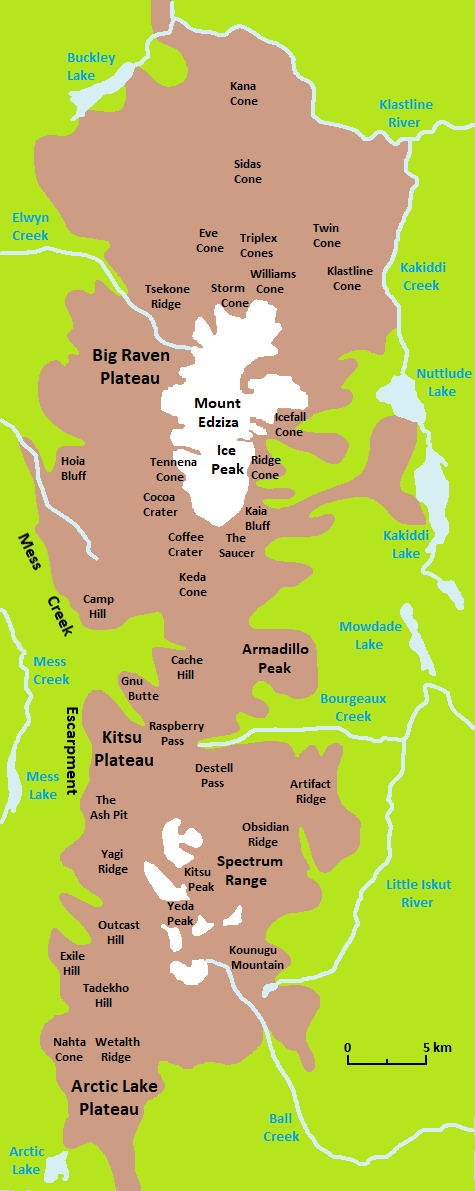
Karte des Mount Edziza Volcanic Complex mit der Lage des Mess Creek Escarpment

Die Raspberry Formation besteht aus flachliegenden basaltischen Lavaströmen, die in Wechsellagerung mit Scoria vorliegen und entlang des Fußes des Mess Creek Escarpment exponiert sind, wo sie eine Höhe von weniger als 1310 m erreichen. Mehr als 180 m des Raspberry-Lavastroms sind im Mess Creek Escarpment exponiert; das meiste davon wurde von einem Schildvulkan ausgestoßen, der auf einer erodierten Oberfläche aus dem oberen Miozän entstand.:6,47:342 Diese Lavaströme bewegten sich westwärts in das angrenzende Tal des Mess Creek und stammten aus nördlich des Raspberry Pass gelegenen Schloten, welche schließlich unter jüngeren vulkanischen Ablagerungen begraben wurden. Für den Raspberry-Vulkanismus wird ein Mindestalter von 7,4 bis 6,2 Millionen Jahren angenommen.

#### Armadillo-Formation
Basaltische Lavaströme der 6,3 Millionen Jahre alten Armadillo-Formation sind abwechselnd mit pyroklastischen Bims- und Asche-Ablagerungen mit trachytischer und comenditischer Zusammensetzung abgelagert.:83,267 Die Ströme waren zum Zeitpunkt des Ausbruchs hochflüssig und dadurch mobil, wie aus ihrer außerordentlich hohen Beständigkeit und relativ geringen Dicke geschlossen werden kann; einzelne Basaltströme dieser geologischen Formation sind weniger als drei Meter dick. Die Quelle dieser Ströme war möglicherweise eine Gruppe von Schloten, die weiter nördlich lag, als Sezill Volcano bezeichnet wird und vor dem Beginn des Armadillo-Vulkanismus aktiv gewesen sein könnte.:83 Im Gegensatz dazu stammten die pyroklastischen Bims- und Asche-Ablagerungen, die in die Basaltströme eingelagert sind, wahrscheinlich aus der mehr als 4 km breiten Caldera des Armadillo Peak östlich des Mess Creek Escarpment.:124,125

#### Nido-Formation
Die 4,4 Millionen Jahre alte Nido-Formation besteht aus zwei stratigraphischen Einheiten, die beide entlang des Mess Creek Escarpment exponiert sind und die Raspberry- und die Armadillo-Formation überlagern.:267 Alkalibasalt und kleinere Anteile von Hawaiit des Tenchen Member sind entlang des nördlichen Abschnittes der Geländestufe exponiert und besteht aus Lavaströmen, Strom-Brekzie und Agglutinaten; die Lavaströme sind bräunlich verwittert und liegen als Säulen vor.:93 Das Tenchen Member wurde aus mindestens drei Hauptvulkanen und mehreren kleineren Flankenvulkanen ausgestoßen, welche entweder unter jüngeren vulkanischen Ablagerungen begraben oder durch Erosion zerstört wurden.:93 Alkalibasalt und kleinere Anteile Hawaiit des Kounugu Member sind entlang des südlichen Abschnitts des Mess Creek Escarpment exponiert und liegen in Form von Lavaströmen, Strom-Brekzie und Agglutinaten vor. Das Kounugu Member wurde aus mindestens vier Vulkanen ausgestoßen, welche gleichfalls stark erodiert und tief unter jüngerem vulkanischem Gestein begraben wurden.:104

#### Spectrum-Formation
Über dem Kounugu Member ist die 3,1 Millionen Jahre alte Spectrum-Formation abgelagert, welche hauptsächlich entlang des südlichen Abschnitts des Mess Creek Escarpment exponiert ist.:267 Diese geologische Formation besteht weitgehend aus Comendit, Pantellerit und pantelleritischem Trachyt; alle drei vulkanischen Gesteine bilden Lavadome, Lavaströme sowie kleinere Anteile Brekzie und Glutstrom-Ablagerungen. Die trachytischen Lavaströme der Formation sind entlang des höheren Teils des Mess Creek Escarpment exponiert und relativ dünn, verglichen mit denen, welche die Spectrum Range im Südosten bilden; sie sind jedoch die am weitesten transportierten Überreste des alten Lavadoms der Spectrum Range.:113 Diese Lavaströme werden von Alkalibasalt des Kitsu Member überlagert, welcher auch entlang der Geländestufe exponiert ist. Dieser Alkalibasalt liegt in Form von Lavaströmen vor und stammt wahrscheinlich aus Schloten des Spectrum-Doms, welche inzwischen durch Erosion zerstört wurden.:113, 122

#### Ice-Peak-Formation
Die ungefähr eine Million Jahre alte Ice-Peak-Formation tritt hauptsächlich entlang des nördlichen Abschnitts des Mess Creek Escarpment auf, wo sie das Tenchen Member der Nido-Formation wie auch die älteren Armadillo- und Raspberry-Formationen überlagert.:267 Der Großteil der vulkanischen Gesteine, aus denen diese geologische Formation besteht, wurde vom Ice Peak auf dem Big Raven Plateau ausgestoßen, aber das hauptsächlich entlang der Geländestufe exponierte Gestein der Ice-Peak-Formation ist Basalt vom Camp Hill, eine, Schlackenkegel nahe dem südwestlichen Rand des Plateaus.:145,157 Dieser Basalt wurde hauptsächlich als subaerische Lavaströme ausgestoßen, welche entlang des Mess Creek Escarpment über etwa 8 km hinweg exponiert sind und fast vollständig unter kolluvialen Ablagerungen auf dem Big Raven Plateau begraben sind. Gerade südwestlich des Camp Hill, liegt der Basalt in Form von Tuff-Brekzie und Kissenlava vor, welche möglicherweise das Ergebnis der Ablöschung im Schmelzwasser sind, als der Camp Hill zunächst unter Gletschereis ausbrach.:18

#### Big-Raven-Formation
Die Big-Raven-Formation tritt hauptsächlich entlang des südlichen Abschnitts des Mess Creek Escarpment auf, wo sie die Nido- und die Spectrum-Formation überlagert. Diese geologische Formation ist die jüngste und höchstgelegene im gesamten Mess Creek Escarpment; die besteht aus Hawaiit und Alkalibasalt, welche von drei holozänen pyroklastischen Kegeln im Mess Lake Lava Field ausgestoßen wurden. Alkalibasaltische Lavaströme aus den beiden ältesten Kegeln bewegten sich westwärts auf dem Kitsu Plateau zum Rand der Geländestufe, wo sie in groben Säulen erkalteten.:235 Diese Lavaströme flossen höchstwahrscheinlich in Kaskaden über die Stufe in das dicht bewaldete Tal des Mess Creek hinein, aber dafür wurden keine Belege auf oder unterhalb der Stufe gefunden.:235 Die alkalibasaltischen Lavaströme und die Spectrum-Formation überlagernd findet sich eine 6,5 km lange und 2,5 km breite hawaiitische pyroklastische Tephra-Ablagerung, welche auch entlang des Randes des Mess Creek Escarpment zu finden ist.:235 Die Quelle dieser Tephra war The Ash Pit, welcher ganz im Süden des Mess Creek Escarpment entstand und eine sich auftürmende Lava-Fontäne produzierte.:26

### Grundgebirge
Als Teil des Mount Edziza Volcanic Complex wird das Mess Creek Escarpment vom Stikine-Terran unterlagert.:32:1281,1287 Dieser ist eine paläozoische und mesozoische Abfolge vulkanischer, sedimentärer und metamorpher Gesteine, welche im Jura an den Kontinentalrand von Nordamerika akkretiert wurde.:39 Die Gesteine dieses Terrans sind weitgehend unter Ablagerungen von Erdrutschen und kolluvialen Ablagerungen sowie Flussgeröllen, Sandern und Ablagerungen verflochtener Flüsse begraben. Kleinere Expositionen kreidezeitlich–paläozäner Sedimentgesteine, welche der Sustut-Gruppe zugerechnet werden, finden sich in der Mündung des Nagha Creek Valley am Südende des Mess Creek Escarpment und liegen in Form von Konglomeraten, Sandsteinen, Arkosen, Schluffsteinen, Schiefern und kleineren Anteilen Kohle vor.

## Zugang

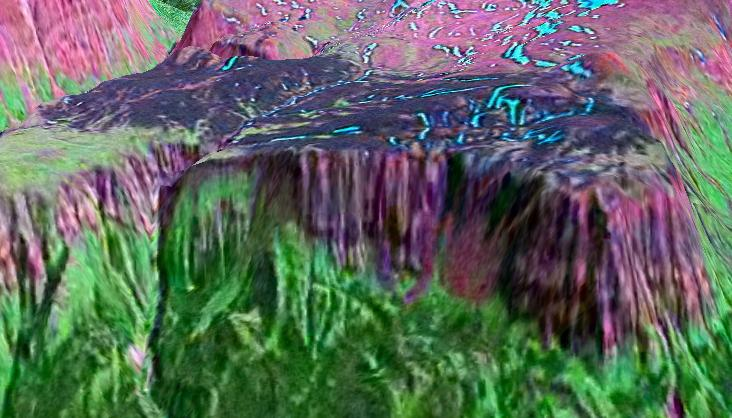
Falschfarbenbild des Kitsu Plateau mit dem Mess Creek Escarpment im Vordergrund

Nahe des Eastman Creek Rest Area südlich des Kinaskan Lake am Stewart–Cassiar Highway beginnt der historische Yukon Telegraph Trail, welcher sich etwa 15 km westwärts bis zum Little Iskut River erstreckt. Dort tritt er in den Mount Edziza Provincial Park ein und setzt sich weitere 15 km westwärts entlang des Bourgeaux Creek über den Raspberry Pass hinweg fort.:88,89 Der Telegraph Trail verläuft danach weitere 15 km nach Nordwesten durch das Raspberry Creek Valley entlang des Nordrandes des Kitsu Plateau bis zum Mess Creek Valley. Nur kurze Abschnitte des Yukon Telegraph Trail sind noch passierbar, da sie seit Ende der Unterhaltung des Trails im Jahre 1936 überwuchert wurden.:31
Das Mess Creek Escarpment kann per Wasserflugzeug und Helikopter erreicht werden; beide Verkehrsmittel können in den Gemeinden Iskut und Dease Lake gechartert werden.:31 Die Landung mit privaten Flugzeugen auf den Lavaströmen des benachbarten Kitsu Plateau ist verboten. Der Mess Lake ist für die Nutzung durch Wasserflugzeuge groß genug, aber die Landung mit privaten Flugzeugen darauf muss vom BC Parks Stikine Senior Park Ranger genehmigt werden. Alpine Lakes Air und BC Yukon Air sind die einzigen Chartergesellschaften, denen der Zugang zum Gebiet per Flugzeug erlaubt ist.